# Ferrari 288 GTO
El Ferrari 288 GTO (también conocido simplemente como Ferrari GTO) es un automóvil deportivo de homologación producido por el fabricante italiano Ferrari. Fue presentado en el Salón del Automóvil de Ginebra en marzo de 1984. El nombre "288 GTO" significa que tiene un motor V8 de 2855 cm³ (2,9 L; 174,2 plg³) y que es un Gran Turismo Omologato (en italiano: Gran Turismo Homologado).
Este modelo ha sido el primero de una línea de superdeportivos del fabricante, luego continuada por el F40. A diferencia de sus predecesores, el 288 GTO equipaba aire acondicionado y sistema de sonido. En 2004 fue nombrado el segundo mejor coche de la década de 1980 por la revista Sports Car International, justo por detrás de su rival alemán el Porsche 959.

## Desarrollo

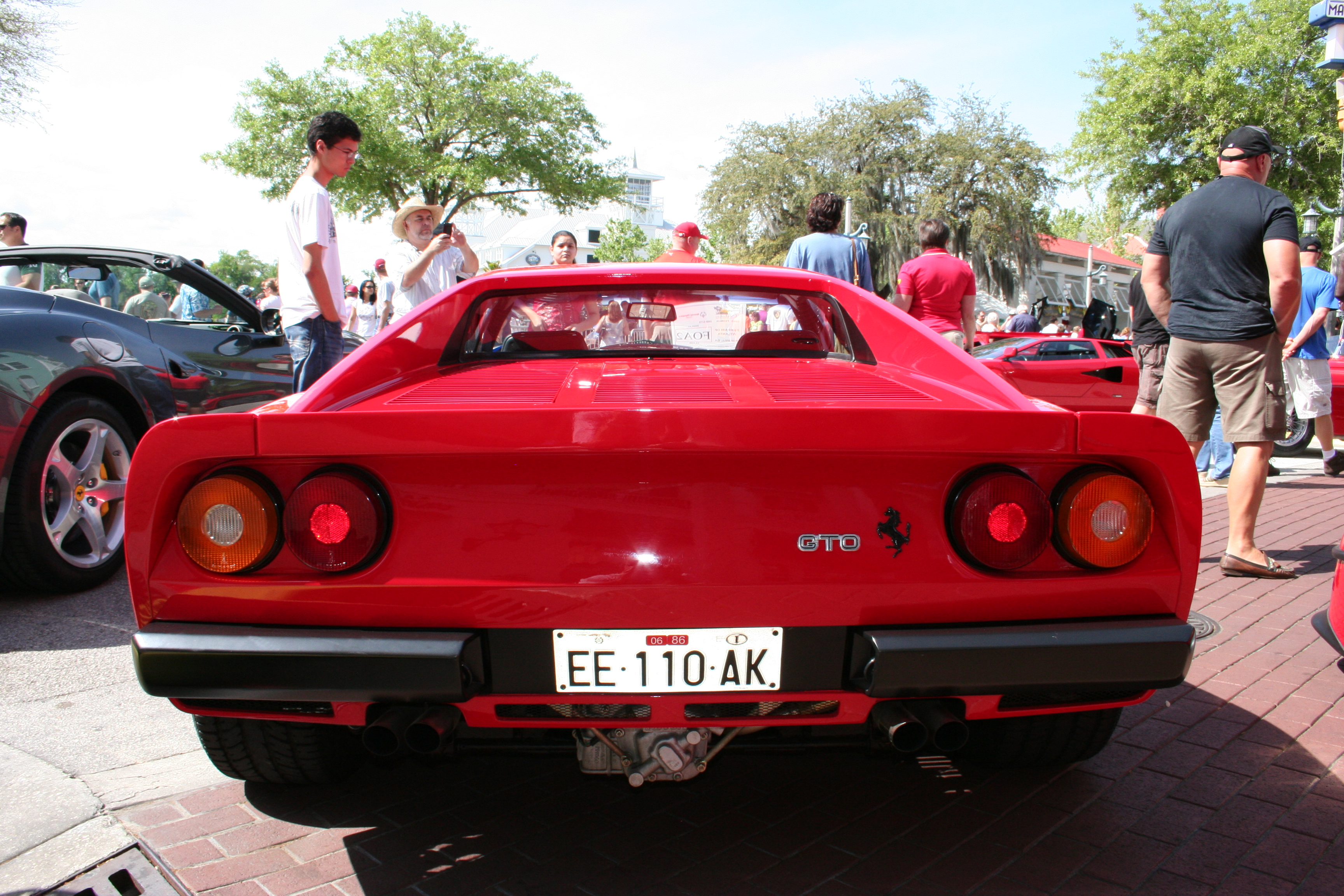
Vista trasera

Fue creado para competir en la entonces nueva serie de carreras del Grupo B, para el cual se exigían al menos 200 unidades para su homologación. Los motores podían ser de hasta 4.0 litros de cilindrada, con un factor de corrección si disponían de turbo. Sin embargo, como solamente Ferrari y Porsche se presentaron para competir en las carreras, el campeonato se abandonó al poco tiempo, dejando solo el Grupo B del campeonato Rally. El Porsche 959, como el Porsche 961, compitió solo tres veces en el Grupo B, pero el 288 GTO nunca compitió y los 272 ejemplares construidos, han sido todos originalmente pintados en rojo, que siguen siendo puramente coches de carretera.
También se fabricaron seis prototipos, de los cuales tres se tiene la certeza de que han desaparecido: dos en pruebas de choque y uno en desmantelamiento para refacciones. Los tres restantes son coches perfectamente funcionales y todos han terminado en manos privadas. El hecho de disponer de pequeñas diferencias en el diseño de la carrocería y en el equipamiento, como extintor o cinturones de seguridad de cuatro puntos, los convierten en los GTO más exóticos. Uno de ellos con número de chasis #47649, es el único ejemplar repintado oficialmente por Ferrari, ya que lo hizo para un evento especial cuando el coche todavía era de su propiedad, hasta que en 1987 un afortunado cliente consiguió comprarlo.

## Diseño
El responsable del diseño de la carrocería fue Leonardo Fioravanti, quien por aquel entonces trabajaba en Pininfarina. Él tenía una larga trayectoria en Ferrari, con obras que incluían el Daytona, el BB o el 308. Es este último en el cual se basó Ferrari para crear su coche de Grupo B, que fue directamente sobre un 308 real donde Fioravanti diseñó el 288, modificando spoilers, cofre, etc. El resultado final es la culminación de un estilo que ya no continuaría en Ferrari, y se reconoce como su representación más conseguida. Lanzamientos coetáneos, como el Testarossa o algo posteriores como el 328 y 348, seguirían nuevas líneas de estilo.
Algunos trazos que le conectan con sus predecesores y otros clásicos de Ferrari son los tirantes traseros, originales del Dino, el diseño de las aletas con las traseras mostrando tres branquias que lo conectan con el otro Omologato de la casa: el 250 GTO y sus espectaculares rines Speedline monotuerca de 16 pulgadas (40,6 cm) con el Cavallino Rampante estampado en sus centros cromados.

## Mecánica y prestaciones
Las coincidencias con el 308 acaban ahí: con la misma intención que otras marcas, Ferrari buscaba un parecido visual con el 308 por razones comerciales, pero escondiendo en su interior un chasis totalmente nuevo que fuera competitivo en la nueva categoría FIA.
Técnicamente destaca su sistema de inyección diseñado por Nicola Materazzi. Fue el primer motor turbo de Ferrari disponible para el mercado internacional, ya que en 1982 habían lanzado el 208 Turbo exclusivamente para Italia. El desplazamiento de 2855 cm³ (2,9 L; 174,2 plg³) fue una exigencia dictada por la FIA de un motor turbo con una capacidad que se multiplicase por 1.4. Esto le dio un motor con una teórica cilindrada de 3997 cm³ (4 L; 243,9 plg³), justo por debajo del límite de 4.0 litros del Grupo B. La transmisión es manual de cinco velocidades, con lo que puede acelerar de 0 a 100 mph (0 a 161 km/h) en alrededor de 10 segundos y alcanzar una velocidad máxima de 305 km/h (190 mph), lo que le convirtió en su día en el coche de producción más rápido del mundo.
| Materiales del motor                 | Bloque y cabezas de aluminio                                                                                                 |
| Distribución                         | DOHC 4 válvulas por cilindro (32 en total)                                                                                   |
| Diámetro x carrera                   | 80 x 71 mm (3,15 x 2,80 pulgadas)                                                                                            |
| Relación de compresión               | 7.6:1 |
| Alimentación                         | Inyección Weber-Marelli con dobles turbocompresores IHI e intercoolers Behr, a una presión de 0,8 bares (78,4 kPa; 11,4 psi) |
| Encendido                            | Electrónico con una bujía por cilindro                                                                                       |
| Potencia máxima                      | 400 CV (395 HP; 294 kW) @ 7000 rpm                                                                                           |
| Par máximo                           | 496 N·m (366 lb·pie) @ 3800 rpm                                                                                              |
| Línea roja                           | 7700 rpm |
| Potencia específica                  | 140,1 CV/litro |
| Sistema de lubricación               | Cárter húmedo |
| Embrague                             | Doble disco |
| Capacidad del tanque de combustible  | 120 litros (31,7 galAm) |
| Distribución del peso                | 46% delantero y 58% trasero                                                                                                  |
| Aceleración                          | |
| Desde parado al 1/4 de milla (402 m) | 12.7 segundos |
| De 0 a 1 km (0 a 0,6 milla)          | 21.8 segundos |

| 1.ª  | 2.ª  | 3.ª  | 4.ª  | 5.ª  | Reversa | Final |
| ---- | ---- | ---- | ---- | ---- | ------- | ----- |
| 3.67 | 2.28 | 1.62 | 1.27 | 0.76 | 3.27    | 2.9   |

## GTO Evoluzione

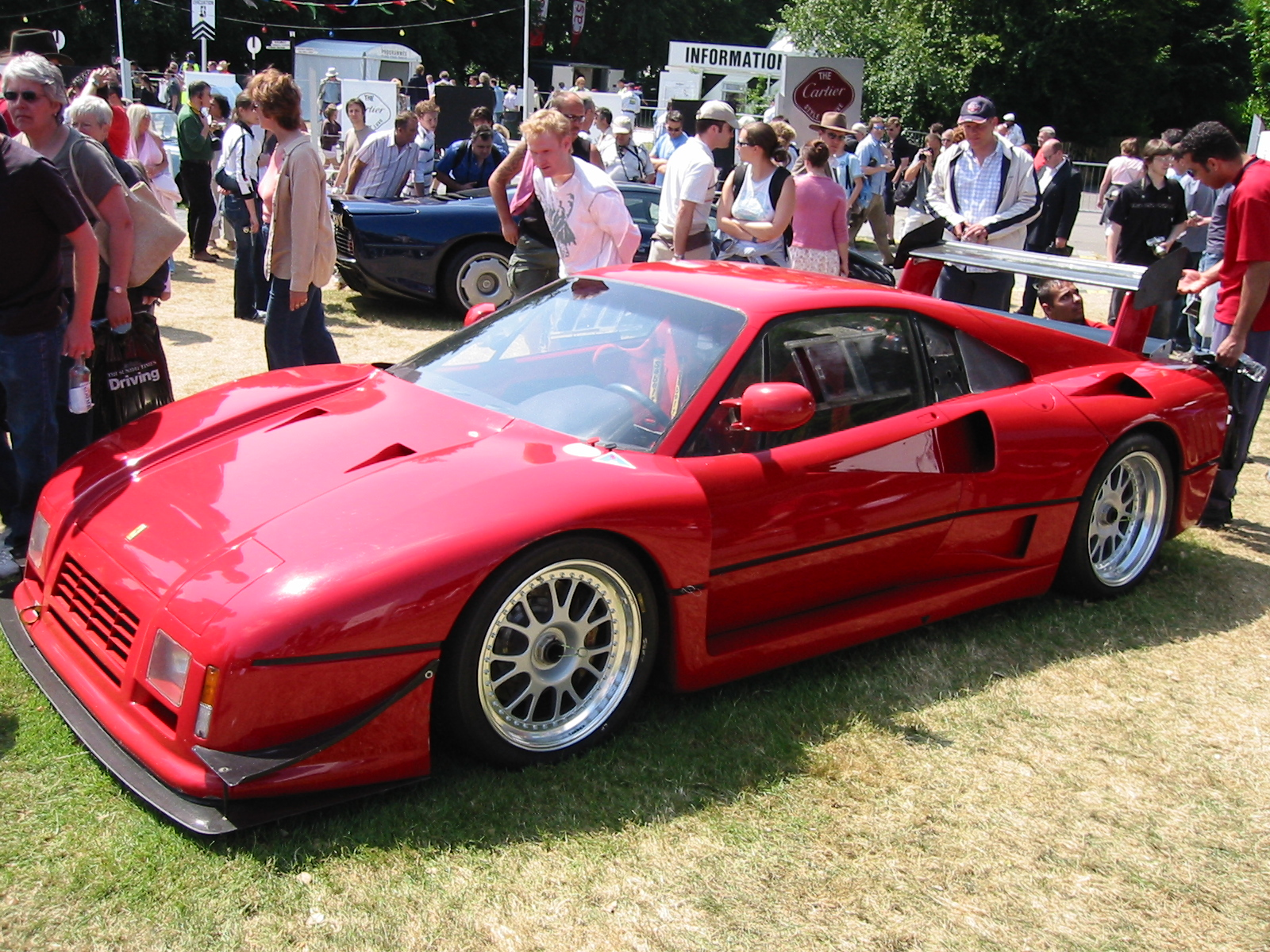
Versión Evoluzione.

La firma construyó seis unidades de su variante Evoluzione, destinados a quedarse en la pista y para el posterior desarrollo del entonces superdeportivo de la firma: el F40. En estos prototipos probaron soluciones a nivel de carrocería, chasis y motor, que llegó a desarrollar 650 CV (641 HP; 478 kW). Con un peso de 940 kg (2072 libras) y la misma transmisión de cinco velocidades, podría superar los 350 km/h (217 mph) con un desarrollo de cambio adecuado. En estos ejemplares ya se pueden ver refuerzos de kevlar en el chasis y el uso generalizado de materiales composite, con base en fibra de carbono para la carrocería. Pininfarina junto con la ayuda del preparador Michelotto, rediseñaron la carrocería utilizando dichos materiales y fibra de vidrio, a fin de reducir todavía más su peso total. El spoiler trasero también era de fibra de carbono, siendo una de las primeras apariciones de este nuevo y caro material en un Ferrari.
El Evoluzione estaba destinado a competir en pruebas de pista del Grupo B, por parte de pilotos privados muy capaces. Al abandonar sus fines de competición, al final solamente se fabricaron seis, lo cual lo ha convertido en uno de los Ferrari más raros de los años 1980 y, al mismo tiempo, en un modelo muy codiciado por los coleccionistas entusiastas. Constantemente se ha presentado en el Festival de la velocidad del circuito de Goodwood. Otro ejemplar también está en la exhibición del Museo Ferrari en Maranello. La carrocería se ensanchó, lo que provocó que tuviera una apariencia más agresiva.